# Marjorie Clark
Marjorie Rees Clark-Smith, južnoafriška atletinja, * 6. november 1909, Bulwer, KwaZulu-Natal, Južna Afrika, † 15. junij 1993, Pietermaritzburg, KwaZulu-Natal.
Nastopila je na poletnih olimpijskih igrah v letih 1928 in 1932, ko je osvojila bronasto medaljo v teku na 80 m z ovirami, ob tem je dosegla dve peti mesti v skoku v višino. Leta 1934 je osvojila zlati medalji v obeh disciplinah na igrah Britanskega imperija.